# Linard
Linard ist eine Ortschaft und eine ehemalige französische Gemeinde mit 164 Einwohnern (Stand: 1. Januar 2019) im Département Creuse in der Region Nouvelle-Aquitaine. Sie gehörte zum Arrondissement Guéret und zum Kanton Bonnat.
Mit Wirkung vom 1. Januar 2019 wurden die früheren Gemeinden Linard und Malval zur Commune nouvelle Linard-Malval zusammengelegt und haben in der neuen Gemeinde den Status einer Commune déléguée. Der Verwaltungssitz befindet sich im Ort Linard.

## Lage
Nachbarorte sind Lourdoueix-Saint-Pierre, Mortroux, Malval, Bonnat und Chéniers.

## Bevölkerungsentwicklung
| Jahr      | 1962 | 1968 | 1975 | 1982 | 1990 | 1999 | 2008 | 2012 |
| --------- | ---- | ---- | ---- | ---- | ---- | ---- | ---- | ---- |
| Einwohner | 375  | 311  | 276  | 266  | 226  | 204  | 166  | 166  |